# Wavelet
Mit dem Begriff Wavelet wird in der Mathematik eine Gruppe von Funktionen mit wellenartigem Charakter bezeichnet. Das Wort ist eine Neuschöpfung aus dem französischen „ondelette“, das „kleine Welle“ bedeutet und teils wörtlich („onde“→„wave“), teils phonetisch („-lette“→„-let“) ins Englische übertragen wurde. Wavelets beschreiben die Basisfunktion einer kontinuierlichen oder diskreten Wavelet-Transformation. Die Wavelet-Transformation  ist das aktuelle Hauptanwendungsgebiet für Wavelet-Funktionen.

## Geschichte
Ihren Ursprung haben Wavelets in der Signalanalyse und den Ingenieurwissenschaften. Der Ausdruck „Wavelet“ wurde in den 1980er Jahren in der Geophysik (Jean Morlet, Alex Grossmann) für Funktionen geprägt, welche die Kurzzeit-Fourier-Transformation verallgemeinern, wird jedoch seit Ende der 1980er Jahre ausschließlich in der heute üblichen Bedeutung verwendet. In den 1990er Jahren entstand ein regelrechter Wavelet-Boom, ausgelöst durch die Entdeckung von kompakten, stetigen (bis hin zu beliebiger Ordnung der Differenzierbarkeit) und orthogonalen Wavelets durch Ingrid Daubechies (1988) und die Entwicklung des Algorithmus der schnellen Wavelet-Transformation (FWT) mit Hilfe der Multiskalenanalyse (MultiResolution Analysis – MRA) durch Stéphane Mallat und Yves Meyer (1989).

## Wavelets und Transformationen
Im Gegensatz zu den Sinus- und Kosinus-Funktionen der Fourier-Transformation besitzen die meistverwendeten Wavelets nicht nur Lokalität im Frequenzspektrum, sondern auch im Zeitbereich. Dabei ist „Lokalität“ im Sinne kleiner Streuung zu verstehen. Eine Sinus- oder Kosinus-Funktion ist beispielsweise aufgrund ihrer Periodizität nicht lokal im Zeitbereich. Die Wahrscheinlichkeitsdichte ist das normierte Betragsquadrat der betrachteten Funktion bzw. von deren Fourier-Transformierten. Dabei ist das Produkt beider Varianzen immer größer als eine Konstante, analog zur Heisenbergschen Unschärferelation, siehe auch das WKS-Abtasttheorem. Aus dieser Einschränkung heraus entstanden in der Funktionalanalysis die Paley-Wiener-Theorie (Raymond Paley, Norbert Wiener), ein Vorläufer der diskreten Wavelet-Transformation, und die Calderón-Zygmund-Theorie (Alberto Calderón, Antoni Zygmund), die der kontinuierlichen Wavelet-Transformation entspricht.
Das Integral einer Wavelet-Funktion ist vorzugsweise 0, daher nimmt in der Regel die Waveletfunktion die Form von nach außen hinauslaufenden (kleiner werdenden) Wellen (also „Wellchen“ = Ondelettes = Wavelets) an.

Haar-Wavelet
Daubechies D4-Wavelet
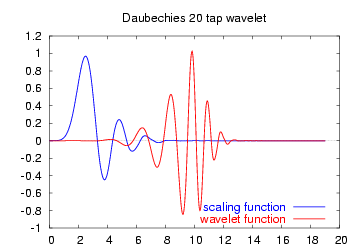
Daubechies D20-Wavelet

Wichtige Beispiele für Wavelets sind das Haar-Wavelet (Alfréd Haar 1909), die nach Ingrid Daubechies benannten Daubechies-Wavelets (um 1990), die ebenfalls von ihr konstruierten Coiflet-Wavelets und das eher theoretisch bedeutsame Meyer-Wavelet (Yves Meyer, um 1988).

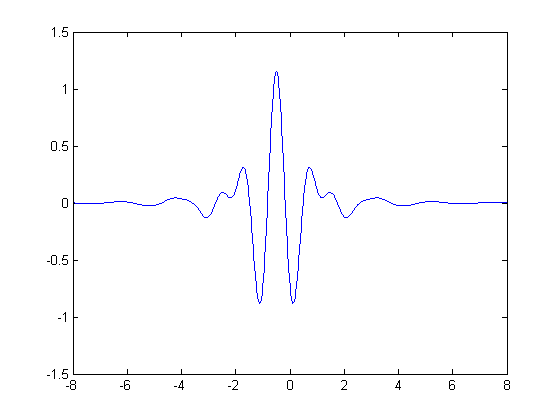
Meyer-Wavelet
Morlet-Wavelet
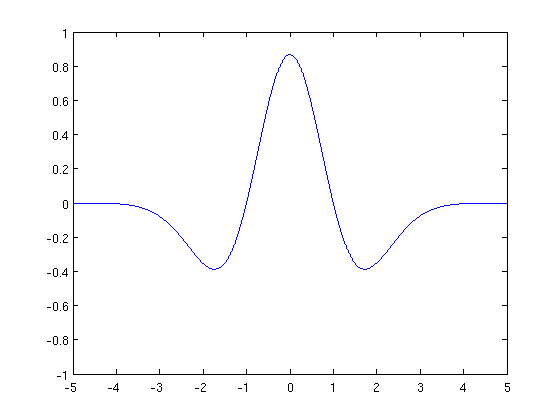
Mexikanischer Hut

Wavelets gibt es für Räume beliebiger Dimension, meist wird ein Tensorprodukt einer eindimensionalen Waveletbasis verwendet. Aufgrund der fraktalen Natur der Zwei-Skalen-Gleichung in der MRA haben die meisten Wavelets eine komplizierte Gestalt ohne geschlossene Form.
Im angelsächsischen Sprachraum wird der englische Begriff „wavelet“ weiter gefasst: Dort wird unter Wavelet eine wellenartige Oszillation mit einer Amplitude beginnend mit Null, einem Amplitudenanstieg und einem anschließenden Amplitudenabfall zurück auf Null verstanden.  Eindimensionale Wavelets mit einem von Null abweichenden Integral werden somit von dieser weiter gefassten Definition des Begriffs Wavelet mit umfasst. Solche Wavelets werden beispielsweise in bestimmten Verfahren der digitalen Signalverarbeitung genutzt. Beispielsweise können Distributionen als eine solche Klasse von Wavelets aufgefasst werden, mit denen beispielsweise die Abtastung eines Signals erfolgen kann. Ein besonders wichtiges Beispiel, das in diesem erweiterten Sinne als Extremform eines Wavelets aufgefasst werden kann, ist die Diracsche Deltafunktion. Die Anwendung einer bestimmten Wavelet-Transformation ist daher stets an die Verwendung einer jeweils zugehörigen Wavelet-Untermenge für die Wavelet-Transformation gebunden.

## Anwendung
Anwendung finden Wavelets in Methoden der Signalverarbeitung, insbesondere der Signalkompression, welche als ersten Schritt eine diskrete Wavelet-Transformation beinhalten. Diese wurden seit Anfang der 1990er Jahre als Meilenstein der Bildkompression und Audiodatenkompression propagiert. Trotzdem sind außerhalb von Spezialanwendungen, wie z. B. in der Geophysik oder Computertomographie, solche Wavelet-Kompressionsmethoden nur in der JPEG2000-Norm und ihren direkten Vorgängern wie dem DjVu und dem LuraWave-Format implementiert. Bisher ist JPEG2000 wenig verbreitet. In einem weiten Sinne basiert auch das gängige JPEG auf einer Wavelet-Transformation, die verwendete Diskrete Kosinustransformation kann als Haar-Wavelet interpretiert werden. In Methoden der Signalanalyse wird eher die kontinuierliche Wavelet-Transformation in diskretisierter Form verwendet.

## Wavelets der diskreten Wavelet-Transformation
Ein Wavelet {\displaystyle \psi } ist hier die erzeugende Funktion eines affinen Systems von Funktionen {\displaystyle \psi _{j,k}(x):=2^{j/2}\,\psi (2^{j}\,x-k)}, welche eine Hilbert-Basis, d. h. ein vollständiges Orthonormalsystem im Funktionenraum {\displaystyle L^{2}(\mathbb {R} )} bilden. Die Darstellung einer Funktion mittels dieser Funktionen nennt man Wavelet-Transformation:
{\displaystyle f\mapsto c(f):={\mathcal {W}}[f]={\Big (}c_{j,k}(f):=\langle f,\,\psi _{j,k}\rangle :\;j,k\in \mathbb {Z} {\Big )}}
und inverse Wavelet-Transformation
{\displaystyle c={\big (}c_{j,k}:\;j,k\in \mathbb {Z} {\big )}\mapsto {\mathcal {W}}^{*}[f]:=\sum _{j,k\in \mathbb {Z} }c_{j,k}\cdot \psi _{j,k}}.
Das elementarste Beispiel ist das Haar-Wavelet. Es ist hilfreich, wenn die Wavelet-Funktion zu einer Multiskalenanalyse assoziiert ist, da dann in der praktischen Berechnung die Auswertung vieler der Integrale, die hinter den Skalarprodukten stehen, durch wiederholte Faltung von einmal gewonnenen Koeffizientenfolgen mit endlichen Filterfolgen ersetzt werden kann. Dieses beschleunigte Verfahren nennt man dementsprechend schnelle Wavelet-Transformation.

## Signalverarbeitung
Der Zusammenhang zwischen Wavelets und Filtern zur Signalverarbeitung ist nun recht anschaulich: Die Waveletmaske entspricht der Impulsantwort eines Bandpassfilters mit einer gewissen Schärfe in der Zeit (Filterlänge) und in der Frequenz (Bandbreite). Filterlänge und Bandbreite sind umgekehrt proportional, so wird eine „Streckung“ des Filters um den Faktor 2 die Bandbreite halbieren.

## Erweiterungen
Es ist möglich und sinnvoll, andere Skalenfaktoren zu betrachten. So entspricht die DCT-Variante im JPEG-Algorithmus einem Haar-Wavelet zur Blockgröße 8.
Unter weiteren Abschwächungen der analytischen Anforderungen ergeben sich Wavelet-Frames (siehe Rahmen) beziehungsweise Framelets, diese erzeugen eine redundante Signaltransformation, die unter bestimmten Umständen vorzuziehen ist, zum Beispiel bei der Rauschunterdrückung.
Eine in letzter Zeit aufgekommene Variante sind die so genannten Multiwavelets, die nicht eine, sondern einen Vektor von Skalierungsfunktionen in der MRA aufweisen und dementsprechend matrixwertige Skalierungsfolgen.
Der neue JPEG2000-Standard der Bildkomprimierung kann biorthogonale, 5/3 und 9/7 Wavelets verwenden.